# روبرت غرانت إرفينغ
روبرت غرانت إرفينغ (بالإنجليزية: Robert Grant Irving)‏ هو مؤرخ أمريكي، ولد في 13 أغسطس 1940 في هارتفورد في الولايات المتحدة.